# Głaz Władysława Stanisława Reymonta w Jeżowie

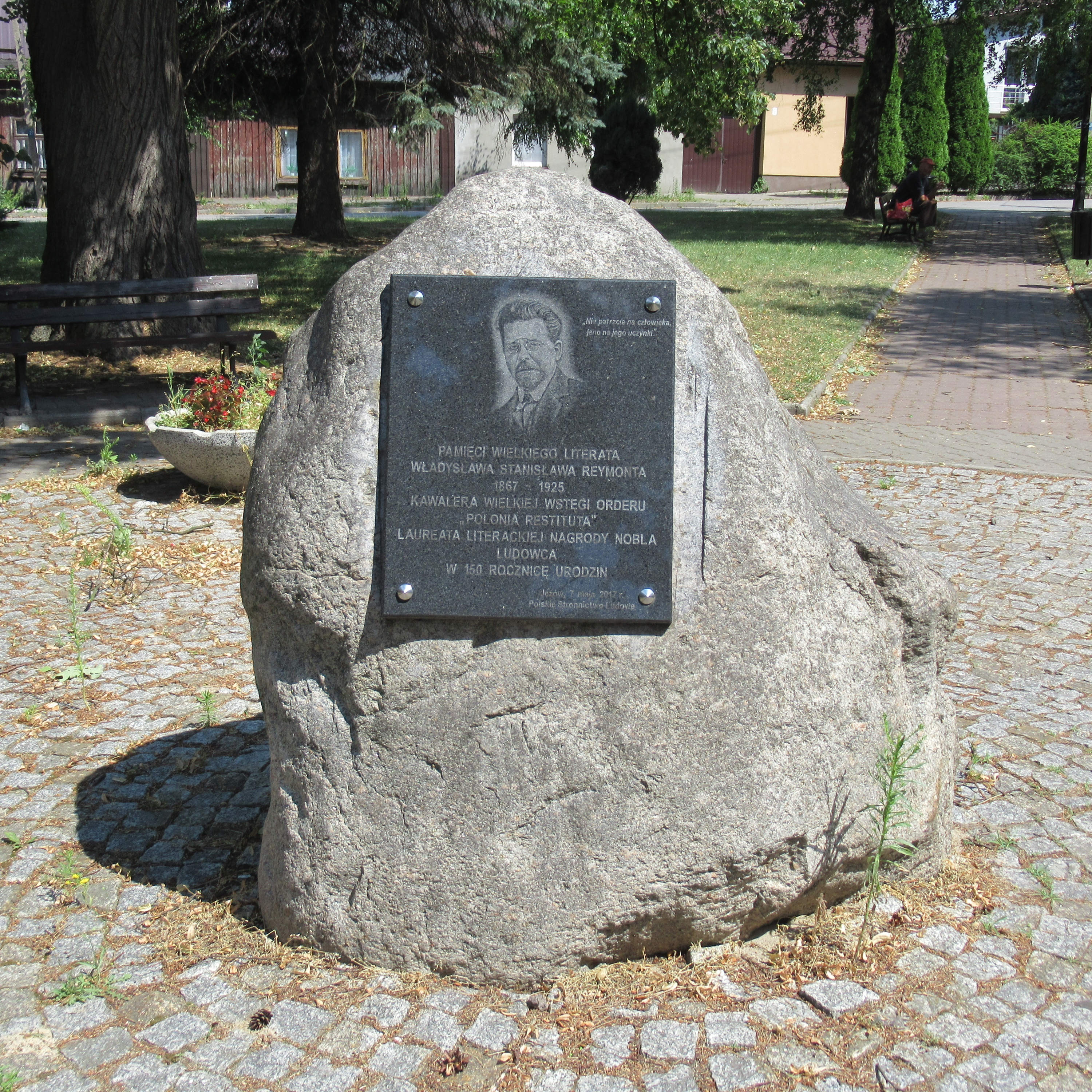
Głaz Władysława Stanisława Reymonta na rynku w Jeżowie

Głaz Władysława Stanisława Reymonta – kamień pamiątkowy poświęcony Władysławowi Stanisławowi Reymontowi odsłonięty 7 maja 2017 r. w Jeżowie.
Obiekt został odsłonięty w dniu 150. rocznicy urodzin Władysława Reymonta w ramach obchodów Roku Władysława Stanisława Reymonta w Województwie Łódzkim (2017) ustanowionego decyzją Sejmiku Województwa Łódzkiego. W tej samej lokalizacji (rynek w Jeżowie) odbywały się nagrania do filmu Chłopi (1973). 